# Giải đua ô tô Công thức 1 Mexico 2016
Giải đua ô tô Công thức 1 Mexico 2016 (tên chính thức là Formula 1 Gran Premio de México 2016) là một chặng đua Công thức 1 diễn ra vào ngày 30 tháng 10 năm 2016 tại Trường đua Anh em Rodríguez ở Thành phố México. Giải đua này là chặng đua Công thức 1 thứ 19 trong mùa giải Công thức 1 năm 2016.

## Bối cảnh
Sau giải đua ô tô Công thức 1 Hoa Kỳ 2016, Nico Rosberg dẫn đầu bảng xếp hạng các tay đua, hơn Lewis Hamilton 26 điểm và 104 điểm trước Daniel Ricciardo. Rosberg có thể vô địch nếu ghi hơn Hamilton ít nhất hơn 24 điểm ở chặng đua này. Trong bảng xếp hạng các đội đua, Mercedes dẫn trước Red Bull với 236 điểm và Ferrari với 289 điểm.

## Tường thuật

### Buổi tập
Trong buổi tập đầu tiên, Hamilton là người nhanh nhất với thời gian là 1:20,914 phút, vượt qua Sebastian Vettel và Kimi Räikkönen. Buổi tập đó phải tạm dừng sau khi Felipe Nasr bị mất một phần mũi xe. Kevin Magnussen, Felipe Massa, Nasr, Sergio Pérez và Pascal Wehrlein đều đã thử nghiệm lại hệ thống halo trong buổi tập luyện này. Trong buổi tập thứ hai, Vettel đã lập thời gian nhanh nhất là 1:19.790 phút trước Hamilton và Rosberg. Verstappen là người nhanh nhất trong buổi tập thứ ba với thời gian vòng đua là 1:19,0137 phút trước Hamilton và Ricciardo.

### Vòng phân hạng
Vòng phân hạng bao gồm ba phần với thời gian chạy ròng là 45 phút.
Trong vòng phân hạng phần đầu tiên (Q1), các tay đua có 18 phút để vượt qua vòng phân hạng để tham gia cuộc đua. Tất cả các tay đua đạt được thời gian trong phần đầu tiên tối đa là 107 phần trăm thời gian vòng đua nhanh nhất đủ điều kiện tham dự Grand Prix. Hamilton là người nhanh nhất. Palmer đã không tham gia vòng phân hạng và do đó không đủ điều kiện tham gia cuộc đua. Thêm vào đó, cặp tay đua của đội Haas, Esteban Ocon, Nasr và Daniil Kvyat đã không thể đi tiếp vào vòng phân hạng phần thứ hai (Q2).
Vòng phân hạng phần hai (Q2) kéo dài 15 phút. Mười tay đua nhanh nhất đi tiếp vào phần thứ ba của vòng loại. Verstappen nhanh nhất trong phần này và các tay đua của Ferrari và Mercedes đã đạt được thời gian nhanh nhất trên lốp soft và được phép sử dụng khi xuất phát cuộc đua ngày hôm sau. Pascal Wehrlein, Marcus Ericsson, Kevin Magnussen, cặp tay đua của McLaren và Sergio Pérez đều không vượt qua được phần này.
Vòng phân hạng phần ba và phần cuối cùng (Q3) kéo dài 12 phút, trong đó mười vị trí xuất phát đầu tiên được đặt sẵn. Với thời gian là 1:18,704 phút, Hamilton đã vượt qua Rosberg và Verstappen với thời gian nhanh nhất. Sau vòng phân hạng, anh đạt được vị trí pole thứ 59 trong sự nghiệp của mình và vị trí pole thứ 10 trong mùa giải này.
Gầm xe của Grosjean đã bị thay đổi sau khi vòng phân hạng khiến anh phải bắt đầu cuộc đua từ làn pit.

### Cuộc đua chính
Lewis Hamilton giành chiến thắng cuộc đua này để thu hẹp khoảng cách trong bảng xếp hạng giữa anh ta và đồng đội Nico Rosberg.
Ngay tại vòng đua đầu tiên, xe an toàn đến sau khi Pascal Wehrlein bị đâm ở góc cua đầu tiên. Sau khi cuộc đua, cả Max Verstappen và Sebastian Vettel đều bị tước vị trí thứ ba trên bục podium khi bị phạt sau cuộc đua. Verstappen cán đích ở vị trí thứ ba trước Vettel 0,99 giây và cách 3,55 giây sau Daniel Ricciardo. Trước lễ nhận giải, Verstappen bị phạt năm giây vì cắt một góc đua và duy trì vị trí dẫn sít sao trước Vettel ở vòng 68 một cách không công bằng. Anh ta tiếp tục lái xe nguy hiểm ở vòng 69 và đã phanh gấp để chặn Ricciardo khi Ricciardo cố gắng vượt qua. Điều này có nghĩa Ricciardo được thăng lên thứ ba và đồng thời giành vị trí thứ ba trong bảng xếp hạng các tay đua cho anh ta.

## Kết quả

### Vòng phân hạng
| Vị trí                   | Số xe | Tay đua           | Đội đua                   | Thời gian           | Thời gian | Thời gian | Vị trí xuất phát |
| Vị trí                   | Số xe | Tay đua           | Đội đua                   | Q1                  | Q2        | Q3        | Vị trí xuất phát |
| ------------------------ | ----- | ----------------- | ------------------------- | ------------------- | --------- | --------- | ---------------- |
| 1                        | 44    | Lewis Hamilton    | Mercedes                  | 1:19.447            | 1:19.137  | 1:18.704  | 1                |
| 2                        | 6     | Nico Rosberg      | Mercedes                  | 1:19.996            | 1:19.761  | 1:18.958  | 2                |
| 3                        | 33    | Max Verstappen    | Red Bull Racing-TAG Heuer | 1:19.874            | 1:18.972  | 1:19.054  | 3                |
| 4                        | 3     | Daniel Ricciardo  | Red Bull Racing-TAG Heuer | 1:19.713            | 1:19.553  | 1:19.133  | 4                |
| 5                        | 27    | Nico Hülkenberg   | Force India-Mercedes      | 1:20.599            | 1:19.769  | 1:19.330  | 5                |
| 6                        | 7     | Kimi Räikkönen    | Ferrari                   | 1:19.554            | 1:19.936  | 1:19.376  | 6                |
| 7                        | 5     | Sebastian Vettel  | Ferrari                   | 1:19.865            | 1:19.385  | 1:19.381  | 7                |
| 8                        | 77    | Valtteri Bottas   | Williams-Mercedes         | 1:20.338            | 1:19.958  | 1:19.551  | 8                |
| 9                        | 19    | Felipe Massa      | Williams-Mercedes         | 1:20.423            | 1:20.151  | 1:20.032  | 9                |
| 10                       | 55    | Carlos Sainz Jr.  | Toro Rosso-Ferrari        | 1:20.457            | 1:20.169  | 1:20.378  | 10               |
| 11                       | 14    | Fernando Alonso   | McLaren-Honda             | 1:20.552            | 1:20.282  |           | 11               |
| 12                       | 11    | Sergio Pérez      | Force India-Mercedes      | 1:20.308            | 1:20.287  |           | 12               |
| 13                       | 22    | Jenson Button     | McLaren-Honda             | 1:21.333            | 1:20.673  |           | 13               |
| 14                       | 20    | Kevin Magnussen   | Renault                   | 1:21.254            | 1:21.131  |           | 14               |
| 15                       | 9     | Marcus Ericsson   | Sauber-Ferrari            | 1:21.062            | 1:21.536  |           | 15               |
| 16                       | 94    | Pascal Wehrlein   | MRT-Mercedes              | 1:21.363            | 1:21.785  |           | 16               |
| 17                       | 21    | Esteban Gutiérrez | Haas-Ferrari              | 1:21.401            |           |           | 17               |
| 18                       | 26    | Daniil Kvyat      | Toro Rosso-Ferrari        | 1:21.454            |           |           | 18               |
| 19                       | 12    | Felipe Nasr       | Sauber-Ferrari            | 1:21.692            |           |           | 19               |
| 20                       | 31    | Esteban Ocon      | MRT-Mercedes              | 1:21.881            |           |           | 20               |
| 21                       | 8     | Romain Grosjean   | Haas-Ferrari              | 1:21.916            |           |           | 21               |
| Thời gian 107%: 1:25.008 |       |                   |                           |                     |           |           |                  |
| —                        | 30    | Jolyon Palmer     | Renault                   | Không lập thời gian |           |           | 221              |
| Nguồn tham khảo:         |       |                   |                           |                     |           |           |                  |

Chú thích:
- ^1  – Jolyon Palmer không đặt thời gian nào trong vòng phân hạng nhưng được phép tham gia cuộc đua theo quyết định của những người quản lý.

### Cuộc đua chính
| Vị trí           | Số xe | Tay đua           | Đội đua                   | Số vòng | Thời gian/Bỏ cuộc | Vị trí xuất phát | Số điểm |
| ---------------- | ----- | ----------------- | ------------------------- | ------- | ----------------- | ---------------- | ------- |
| 1                | 44    | Lewis Hamilton    | Mercedes                  | 71      | 1:40:31.402       | 1                | 25      |
| 2                | 6     | Nico Rosberg      | Mercedes                  | 71      | +8.354            | 2                | 18      |
| 3                | 3     | Daniel Ricciardo  | Red Bull Racing-TAG Heuer | 71      | +20.858           | 4                | 15      |
| 4                | 33    | Max Verstappen    | Red Bull Racing-TAG Heuer | 71      | +21.3231          | 3                | 12      |
| 5                | 5     | Sebastian Vettel  | Ferrari                   | 71      | +27.3133          | 7                | 10      |
| 6                | 7     | Kimi Räikkönen    | Ferrari                   | 71      | +49.376           | 6                | 8       |
| 7                | 27    | Nico Hülkenberg   | Force India-Mercedes      | 71      | +58.891           | 5                | 6       |
| 8                | 77    | Valtteri Bottas   | Williams-Mercedes         | 71      | +1:05.612         | 8                | 4       |
| 9                | 19    | Felipe Massa      | Williams-Mercedes         | 71      | +1:16.206         | 9                | 2       |
| 10               | 11    | Sergio Pérez      | Force India-Mercedes      | 71      | +1:16.798         | 12               | 1       |
| 11               | 9     | Marcus Ericsson   | Sauber-Ferrari            | 70      | +1 vòng           | 15               |         |
| 12               | 22    | Jenson Button     | McLaren-Honda             | 70      | +1 vòng           | 13               |         |
| 13               | 14    | Fernando Alonso   | McLaren-Honda             | 70      | +1 vòng           | 11               |         |
| 14               | 30    | Jolyon Palmer     | Renault                   | 70      | +1 vòng           | 21               |         |
| 15               | 12    | Felipe Nasr       | Sauber-Ferrari            | 70      | +1 vòng           | 19               |         |
| 16               | 55    | Carlos Sainz Jr.  | Toro Rosso-Ferrari        | 70      | +1 vòng1          | 10               |         |
| 17               | 20    | Kevin Magnussen   | Renault                   | 70      | +1 vòng           | 14               |         |
| 18               | 26    | Daniil Kvyat      | Toro Rosso-Ferrari        | 70      | +1 vòng1          | 18               |         |
| 19               | 21    | Esteban Gutiérrez | Haas-Ferrari              | 70      | +1 vòng           | 17               |         |
| 20               | 8     | Romain Grosjean   | Haas-Ferrari              | 70      | +1 vòng           | PL2              |         |
| 21               | 31    | Esteban Ocon      | MRT-Mercedes              | 69      | +2 vòng           | 20               |         |
| Bỏ cuộc          | 94    | Pascal Wehrlein   | MRT-Mercedes              | 0       | Va chạm           | 16               |         |
| Nguồn tham khảo: |       |                   |                           |         |                   |                  |         |

Chú thích:
- ^1  – Max Verstappen, Carlos Sainz Jr. và Daniil Kvyat bị phạt năm giây sau cuộc đua.
- ^2  – Romain Grosjean bắt buộc phải xuất phát từ làn pit do gầm ô tô được sửa đổi trong điều kiện Parc Fermé.
- ^3  – Sebastian Vettel bị phạt mười giây và nhận hai điểm trên giấy phạt sau cuộc đua.

## Bảng xếp hạng sau cuộc đua
Các tay đua về trong vị trí top 10 của cuộc đua lần lượt nhận được 25, 18, 15, 12, 10, 8, 6, 4, 2 và 1 điểm.

### Bảng xếp hạng các tay đua
| Vị trí | Tay đua          | Đội đua                                      | Số điểm |
| ------ | ---------------- | -------------------------------------------- | ------- |
| 01     | Nico Rosberg     | Mercedes                                     | 349     |
| 02     | Lewis Hamilton   | Mercedes                                     | 330     |
| 03     | Daniel Ricciardo | Red Bull Racing-TAG Heuer                    | 242     |
| 04     | Sebastian Vettel | Ferrari                                      | 187     |
| 05     | Kimi Räikkönen   | Ferrari                                      | 178     |
| 06     | Max Verstappen   | Red Bull Racing-TAG Heuer Toro Rosso-Ferrari | 177     |
| 07     | Sergio Pérez     | Force India-Mercedes                         | 85      |
| 08     | Valtteri Bottas  | Williams-Mercedes                            | 85      |
| 09     | Nico Hülkenberg  | Force India-Mercedes                         | 60      |
| 10     | Fernando Alonso  | McLaren-Honda                                | 52      |

- Lưu ý: Chỉ có mười vị trí đứng đầu được liệt kê trong bảng xếp hạng này.

### Bảng xếp hạng các đội đua
| Vị trí | Đội đua              | Số điểm |
| ------ | -------------------- | ------- |
| 1      | Mercedes             | 679     |
| 2      | Red Bull Racing      | 427     |
| 3      | Ferrari              | 365     |
| 4      | Force India-Mercedes | 145     |
| 5      | Williams-Mercedes    | 136     |
| 6      | McLaren-Honda        | 74      |
| 7      | Toro Rosso-Ferrari   | 55      |
| 8      | Haas-Ferrari         | 29      |
| 9      | Renault              | 8       |
| 10     | Manor-Mercedes       | 1       |
| 11     | Sauber-Ferrari       | 0       |